# イジング模型

２次元格子上のイジング模型

統計力学においてイジング模型（イジングもけい、英: Ising model、イジングモデルとも言う）とは、二つの配位状態をとる格子点から構成され、最隣接する格子点のみの相互作用を考慮する格子模型である。二つの配位状態をスピンとする磁性体のモデルだが、二元合金、格子気体のモデルにも等価である。
スピン系のモデルとしては非常に単純化されたモデルであるが、相転移現象を記述可能なモデルであり、多くの物理学者によって研究されてきた。単純なモデルであるため厳密な解析が可能であり、特に外部磁場の無い二次元イジング模型は厳密解が得られる可解格子模型の一種である。
イジング模型は1920年にドイツの物理学者ヴィルヘルム・レンツによって提案された。イジング模型という名前はレンツの博士課程の指導学生でありこの模型の研究を行っていたエルンスト・イジングに因んでいる。1944年にラルス・オンサーガーによって与えられた二次元イジング模型の厳密解は統計力学における金字塔の一つとされる。

## 概要
磁性体のモデルとして、d -次元空間の格子点に上向きと下向きの2状態をとるスピンが配置された格子模型を考える。
σi=±1を i 番目の格子点におけるスピンの状態を示す変数とし、+1が上向きのスピン、−1が下向きのスピンに対応するものとする。格子点の総数は N 個とし、一つの格子点に最近接する格子点の数を z 個とする。例えば、１次元格子ではz =2、2次元正方格子では z =4、3次元立方格子では z =6である。
Jijを２つの格子点i, j間における交換相互作用、hiは格子点 i における外部磁場とする。このとき、イジング模型のハミルトニアンは次式で与えられる。
{\displaystyle {\mathcal {H}}=-\sum _{\left\langle i,j\right\rangle }J_{ij}\,\sigma _{i}\cdot \sigma _{j}-\sum _{i}h_{i}\,\sigma _{i}}
第1項目は最近接する格子点におけるスピン間の相互作用のエネルギーを表す。記号⟨i, j⟩は最近接する格子点のペアについての和であることを意味し、⟨i,j⟩の和はzN/2個の項の和になる。
Jij >0の場合を強磁性相互作用、Jij <0の場合を反強磁性相互作用という。強磁性相互作用では最近接する格子点 i,jのスピンのペアが同じ向きに揃い、σi·σj=+1となるとエネルギーは Jij だけ下がる。そのため、エネルギーが最も低い基底状態は全てのスピンの向きが揃った状態となる。一方、反強磁性相互作用では最近接する格子点のスピンのペアが異なる向きをとり、σi·σj=−1となるとエネルギーは |Jij| だけ下がる。第2項目は外部磁場に対するエネルギーを表す。格子点iにおいて、スピンの向き（符号）が外部磁場の向き（符号）と揃うと、エネルギーは |hi| だけ下がる。
特に格子点上で交換相互作用と外部磁場を一定値とする一様なケースでは、イジング模型のハミルトニアンは
{\displaystyle {\mathcal {H}}=-J\sum _{\left\langle i,j\right\rangle }\sigma _{i}\cdot \sigma _{j}-h\sum _{i}\sigma _{i}}
となる。
統計力学において、温度Tの平衡状態での系の熱力学的な性質は分配関数 Z から求まる。分配関数は系の取りうる全ての状態についてのボルツマン因子e−βHの足し合わせで与えられる。N 個の格子点をもつイジング模型においては、格子点のスピン変数がσ=±1の値をとる2N個の状態が存在し、分配関数は
{\displaystyle {\begin{aligned}Z(\beta ,N)&=\sum _{\sigma _{1}=\pm 1}\cdots \sum _{\sigma _{N}=\pm 1}e^{-\beta {\mathcal {H}}}\\&=\sum _{\sigma _{1}=\pm 1}\cdots \sum _{\sigma _{N}=\pm 1}\exp {\biggl (}\beta \sum _{\left\langle i,j\right\rangle }J_{ij}\sigma _{i}\sigma _{j}+\beta \sum _{i}h_{i}\sigma _{i}{\biggr )}\end{aligned}}}
となる。分配関数から自由エネルギー、磁化、帯磁率が求まる。
一般に相互作用を含むモデルでは分配関数を求めることは困難であるが、交換相互作用と外部磁場を一様とする設定において、イジング模型では1次元のケース、外部磁場のない2次元のケースについては、厳密に分配関数を求めることが可能である。
エルンスト・イジングによる1925年の解析の段階で、一次元系での厳密な解は求められていて、有限温度での相転移を起こさないことが示されていた。その後、1944年にラルス・オンサーガーが二次元イジング模型の厳密解を求めた。これは相転移を起こし、この結果は相転移現象の記述と理解のために大変重要な役割を果たしている。オンサーガーの方法以外にも外部磁場のない二次元イジング模型の厳密解を求める方法がいくつか知られている。しかし、外部磁場のある場合の厳密解は得られていない。
三次元イジング模型の厳密解は知られていないが、共形ブートストラップを用いて解析的に臨界指数を求める試みがなされている
。
厳密解以外にも平均場近似や繰り込み群、級数展開（低温展開、高温展開）の手法などによる近似解が知られている。と、これらを用いた数値計算手段を使って近似的に解かれる。
この模型は、結晶表面のラフニング転移や合金の規則‐不規則（秩序‐無秩序）転移、異方性の大きな磁性の問題などに応用されている。

## 一般化
イジング模型は最近接する格子点以外にも任意の格子点間(i, j)の相互作用を考慮する形に拡張することができる
。このとき、ハミルトニアンℋは
{\displaystyle {\begin{aligned}{\mathcal {H}}&=-\sum _{(i,j)}J_{ij}\,\sigma _{i}\cdot \sigma _{j}-\sum _{i}h_{i}\sigma _{i}\\&=-{\frac {1}{2}}\sum _{i=1}^{N}\sum _{j=1}^{N}J_{ij}\,\sigma _{i}\cdot \sigma _{j}-\sum _{i=1}^{N}h_{i}\sigma _{i}\end{aligned}}}
となる。
より一般にイジング模型は、無向グラフ上で定義することができる。頂点をV={1,…, N},頂点同士を繋ぐ辺をEとする無向グラフG=(V, E)において、イジング模型のハミルトニアンは
{\displaystyle {\mathcal {H}}=-\sum _{(i,j)\in E}J_{ij}\,\sigma _{i}\cdot \sigma _{j}-\sum _{i\in V}h_{i}\sigma _{i}}
となる。

## 歴史
イジング模型はヴィルヘルム・レンツによって、磁性体のモデルとして考案され、1920年の論文の中で与えられた。1920年にレンツはロストック大学にいたが、1921年にハンブルク大学の教授に着任した。ハンブルク大学においてエルンスト・イジングはレンツの博士課程の学生であった。博士論文の中でレンツの考案したイジング模型について取り組み、博士論文は1924年に提出された。イジングは、一次元のケースについて、イジング模型の分配関数を厳密に求め、強磁性体の相転移が起きないことを示した。その結果をもって、3次元の場合についても相転移が起きないとする誤った結論に至った。イジングの博士論文の要約は1925年に論文として出版された。
1928年にヴェルナー・ハイゼンベルクはそれまでに得られていた量子力学の知見から、強磁性の相互作用の起源が量子力学的交換相互作用であるとする論文を出した。この中でハイゼンベルクはスピンがベクトル型相互作用するモデルを考案した。論文の序論において、イジングの結果も引用し、「他の困難についてはレンツとイジングが詳しく論じており、イジングは鎖状に隣り合う2つの原子の間に向きが揃った十分大きな力が働くという仮定も、強磁性を作り出すには十分でないことを示すことに成功した」と記している。
1936年にルドルフ・パイエルスは「強磁性のイジング模型について」という論文を出した。パイエルスは合金の秩序無秩序転移の議論を参考にしつつ、強磁性体の相転移について論じた。そして、十分低温であれば、2次元ではイジング模型は自発磁化が存在することを示した。その結果を基に3次元でも自発磁化が存在すると結論した。パイエルスの議論は、2次元格子において上向きのスピンが集まった領域と下向きのスピンが集まった領域の複数の集まりに分け、その境界（閉曲線）の長さから磁化の下限を評価するものである。この相転移の存在についての評価手法はパイエルスの議論と呼ばれる。なお、パイエルスの証明には不完全な部分があり、完全な証明は1964年にロバート・グリフィスによって与えられた。
1938年にジョン・G・カークウッドは分配関数を温度の逆数のべき乗で系統的に展開する方法を与えた。これはトルバルド・ティエレによって、研究されたキュムラント（半不変式）の性質に基づくものであった。
1941年にヘンリク・アンソニー・クラマースとグレゴリー・ワニエは2つの論文を出した。一つ目の論文で、彼らはイジング模型の分配関数が、ある種の行列の最大固有値から計算できることを示した。。この手法は統計力学において、転送行列の方法と呼ばれる。二つ目の論文でクラマースとワニエは2次元イジング模型について、相転移が起こるキューリー温度の値を求めた。クラマースとワニアは分配関数の高温と低温での級数展開について成り立つ対称性を導いた。その上で相転移が存在することを仮定し、転移温度を計算した。この対称性は2次元正方格子の表格子の温度と裏格子の温度についての対称性であり、クラマース＝ワニエ双対性と呼ばれる。
2次元イジング模型の厳密な結果を与えたのはラルス・オンサーガーである。オンサーガーは1942年のニューヨーク科学アカデミーの会合で外部磁場が無い場合の2次元イジング模型の厳密解を求めたことを報告した。そして、その結果は1944年に論文として出版された。

## 対称性
イジング模型はスピン反転対称性や副格子対称性と呼ばれる対称性をもつ。

### スピン反転対称性
各格子点上のスピン変数σiの組をまとめて、{σi}と表す。全ての格子点のスピン変数の向きを反転させる変換σi→−σiを行うと、ハミルトニアンは
{\displaystyle {\mathcal {H}}(h,\{-\sigma _{i}\})=-J\sum _{(i,j)}\,\sigma _{i}\cdot \sigma _{j}-(-h)\sum _{i}\sigma _{i}={\mathcal {H}}(-h,\{\sigma _{i}\})}
となり、これは外部磁場の向きの反転h→−hと等価である。分配関数については、{σi}の取りうる全ての状態についてのボルツマン因子e−βℋの和と{−σi}の取りうる全ての状態についてのボルツマン因子e−βℋの和は等価であり、
{\displaystyle Z(h)=Z(-h)}
が成りたつ。その結果、単位スピン当たりの自由エネルギーについても
{\displaystyle f(h)=f(-h)}
も成り立つ。これらの対称性をスピン反転対称性またはZ2対称性という。

## 1次元モデル
相互作用の減衰が α > 1 で {\displaystyle J_{ij}\sim |i-j|^{-\alpha }} であれば、熱力学的極限が存在する。
- 1 < α < 2 で強磁性の相互作用 {\displaystyle J_{ij}\sim |i-j|^{-\alpha }} の場合について、ダイソン(Dyson)は階層を比較することにより充分小さな温度で相転移があることを証明した[21]。

- 強磁性の相互作用  {\displaystyle J_{ij}\sim |i-j|^{-2}} の場合について、フレーリッヒ(Fröhlich)とスペンサー(Spencer)は（階層の場合と対照的に）充分小さな温度で相転移があることを示した[22]。

- α > 2 の相互作用 {\displaystyle J_{ij}\sim |i-j|^{-\alpha }} の場合（このことは有限の範囲の相互作用を意味する）においては、自由エネルギー(free energy)が熱力学パラメータに対して解析的であるので、正の温度（有限の β）に対して相転移がない[20]。

- 近接相互作用の場合についてはイジング(E. Ising)がモデルの完全解を示した。任意の正の温度（有限の β）で、自由エネルギーは熱力学的パラメータの中で解析的であり、省略された 2点相関函数は指数的に急速に減少する。温度 0 （β が無限大）では、第二種の相転移がある。自由エネルギーは無限大となり、領略された 2点スピンの相関函数は減少しない（定数のままである）。従って、T = 0 はこの場合の臨界温度であり、スケーリング公式を満す[23]。

### イジングによる完全解
（周期的境界条件、または、自由境界条件）近接相互作用の場合、完全解が存在する。周期境界条件を持つ格子 L の上の1次元イジングモデルのエネルギーは、
{\displaystyle {\mathcal {H}}(\sigma )=-J\sum _{i=1,\ldots ,L}\sigma _{i}\sigma _{i+1}-h\sum _{i}\sigma _{i}}
である。ここに J と h は、この単純化された場合には J は定数で近隣間の相互作用の強さを表し、h は格子に適用された定数の外場であるので、任意の数値で問題ない。従って、自由エネルギーは、
{\displaystyle {\begin{aligned}f(\beta ,h)&=-\lim _{L\to \infty }{\frac {1}{\beta L}}\ln(Z(\beta ))\\&=-{\frac {1}{\beta }}\ln \left(e^{\beta J}\cosh \beta h+{\sqrt {e^{2\beta J}(\sinh \beta h)^{2}+e^{-2\beta J}}}\right)\end{aligned}}}
であり、スピン-スピン相関函数は、
{\displaystyle \langle \sigma _{i}\sigma _{j}\rangle -\langle \sigma _{i}\rangle \langle \sigma _{j}\rangle =C(\beta )e^{-c(\beta )|i-j|}}
である。ここに C(β) と c(β) は T > 0 の正の値の函数である。しかし、T → 0 とすると、逆の相関の長さ c(β) は 0 となる。

## 応用
イジング模型は強磁性体や反強磁性体のモデルではあるが、二元合金や格子気体のモデルとも等価である
。また、イジング模型は不規則磁性体の秩序相であるスピングラスのモデルにも用いられる。スピングラスでは、強磁性と反強磁性の相互作用が空間的にランダムに入り混じったイジング模型が用いられる。スピングラス理論における解析手法は、ニューラルネットワーク（神経回路網）における連想記憶の理論や組合せ最適化問題にも適用されており、これらの分野においてもイジング模型が応用されている。

### 二元合金
2種類の金属原子A,Bが格子点上に配置された二元合金の系を考える。格子点の総数をNとし、金属原子Aの個数をNA、金属原子Bの個数をNBとする。原子間の相互作用としては、最近接格子点にA同士が並んだ時にϕAA、B同士が並んだ時にϕBB、AとBが並んだ時にϕABだけのポテンシャルエネルギーをもつとする。また、NAAはA同士が最近接する格子点のペア数、NBBはB同士が最近接する格子点のペア数、NABはAとBが最近接する格子点のペア数とする。系のポテンシャルエネルギーは
{\displaystyle E=\phi _{AA}N_{AA}+\phi _{BB}N_{BB}+\phi _{AB}N_{AB}}
となる。NAA、NBB、NABは独立でなく、
{\displaystyle N_{A}+N_{B}=N}
{\displaystyle zN_{A}=2N_{AA}+N_{AB}}
{\displaystyle zN_{B}=2N_{BB}+N_{AB}}
の関係を満たす。ここで z は一つの格子点の最近接する格子点の数である。格子点 i における変数σi
を、金属Aが占有しているときにσi=+1、金属Bが占有しているときにσi=−1の値をとるものと定義する。このとき、
{\displaystyle \sum _{i}\sigma _{i}=N_{A}-N_{B}}
{\displaystyle \sum _{\left\langle i,j\right\rangle }\sigma _{i}\cdot \sigma _{j}=N_{AA}+N_{BB}-N_{AB}}
であるから、系のポテンシャルエネルギーは
{\displaystyle E=-{\frac {1}{4}}\left(2\phi _{AB}-\phi _{AA}-\phi _{BB}\right)\sum _{\left\langle i,j\right\rangle }\sigma _{i}\cdot \sigma _{j}+{\frac {z}{4}}\left(\phi _{AA}-\phi _{BB}\right)\sum _{i}\sigma _{i}+{\frac {z}{4}}\left(2\phi _{AB}+\phi _{AA}+\phi _{BB}\right)N}
と書き表せる。これは交換相互作用Jを
{\displaystyle J={\frac {1}{4}}\left(2\phi _{AB}-\phi _{AA}-\phi _{BB}\right)}
とし、外部磁場hを
{\displaystyle h={\frac {z}{4}}\left(\phi _{AA}-\phi _{BB}\right)}
とするイジング模型と定数項を除いて等価である。

### スピングラス
常磁性体金属に微量の磁性元素を添加した磁性希薄合金では、スピングラスと呼ばれる磁気的秩序相が存在する。エドワーズ・アンダーソン模型では、正負の値を取りえる磁気的相互作用が空間的にランダムに分布した不規則磁性体としてスピングラスを扱う。このモデルでは、系のハミルトニアンはランダムな磁気的相互作用を持つイジング模型
{\displaystyle {\mathcal {H}}=-\sum _{\left\langle i,j\right\rangle }J_{ij}\,\sigma _{i}\cdot \sigma _{j}}
である。相互作用の項の和は最近接する格子点のペア⟨i, j⟩についてとる。Jijは強磁性的（Jij>0）と反強磁性的（Jij<0）の両者の値を取りえる確率変数である。Jijの分布としては、確率密度関数が
{\displaystyle P(J_{ij})={\frac {1}{\sqrt {2\pi J^{2}}}}\exp {\left(-{\frac {1}{2J^{2}}}{\biggl (}J_{ij}-J_{0}{\biggr )}^{2}\right)}}
である平均J0、分散Jのガウス分布や
{\displaystyle P(J_{ij})=p\,\delta (J_{ij}-J)+(1-p)\,\delta (J_{ij}+J)}
と確率pで値J (>0)をとり、確率1-pで値−Jをとる分布が用いられる。記号δ(Jij)はデルタ関数である。
一方、スピングラスのシェリントン・カークパトリック模型は、空間的にランダムな相互作用が全ての格子点のペア(i, j)についてわたる無限レンジであるとするモデルである。このモデルでは、系のハミルトニアンはランダムに分布する相互作用を無限レンジとするイジング模型
{\displaystyle {\mathcal {H}}=-\sum _{\left(i,j\right)}J_{ij}\,\sigma _{i}\cdot \sigma _{j}}
である。確率変数Jijは確率密度関数が
{\displaystyle P(J_{ij})=\left({\frac {N}{2\pi J^{2}}}\right)^{\frac {1}{2}}\cdot \exp {\left(-{\frac {N}{2J^{2}}}{\biggl (}J_{ij}-{\frac {J_{0}}{N}}{\biggr )}^{2}\right)}}
である平均J0/N、分散J/√Nのガウス分布に従う。

### 組合せ最適化問題
組合せ最適化問題では、与えられた制約条件の下、コスト関数を最小化する組合せの解を探索する。一般に要素数が増大すると、組合せ数が指数関数的に増大する組合せ爆発が生じ、解の探索は困難になる。シミュレーティド・アニーリングや量子アニーリングの手法では、組合せ最適化問題をイジング模型の問題に帰着させ、解の候補の探索を行い、近似的な解を与える。このとき、イジング模型のエネルギーを最小とするスピンの配位状態が解となる。これらの手法を実装したハードウェアをイジングマシンという。